# Cyclophyllum tenuipes
Cyclophyllum tenuipes är en måreväxtart som beskrevs av André Guillaumin. Cyclophyllum tenuipes ingår i släktet Cyclophyllum och familjen måreväxter. IUCN kategoriserar arten globalt som sårbar. Inga underarter finns listade i Catalogue of Life.